# Мешковская
Мешковская — станица в Верхнедонском районе Ростовской области.
Административный центр Мешковского сельского поселения.  
Мешковское сельское поселение образовано 1 января 2006 года.

## География
Станица расположена на реке Тихая на площади 48397 га c 25909 га пашни. 
Расстояние административного центра поселения до райцентра, км 32 км.

## История
До 1917 года хутор Мешковский был в юрте одной из старейших станиц Дона – Мигулинской. Городок Мигулин упомянут в документах 1672 г. Вначале поселение ст. Мигулинской находилось на левой стороне реки Дон, однако наводнение и теснота места стали причинами перехода станицы на правую сторону Дона. В 1768 году станица была переселена на возвышенное место на правой же стороне Дона.
Хутор Мешковский значится также в списке хуторов, принадлежащих станице Мигулинской, составленном в 1819-1820 годах краеведом Степаном Григорьевичем Греченовским. Главным занятием жителей хутора было скотоводство и земледелие.  
В 1904 году в станице Мешковской был построен и освящён трёхпрестольный Свято-Покровский храм, разрушенный до основания в 1955 году.
В 1907 году в хуторе Мешкове был открыт  ежемесячный (каждого 10–го числа) базар для торговли домашними животными.
В Мешкове работало 15 частных лавок с мануфактурой, бакалейными и железоскобяными товарами, четыре лавки дляторговли мясом и одна аптека. В станице работала мельница с газовым двигателем. На мельнице ежедневно мололи около 2500 пудов хлеба. 
В июле 1918 года хутор Мешковский разделили на два хутора с наименованиями новой его части «Нижнее-Мешковский». Отделение произошло по просьбе жителей, которые имели отдельное земельное довольствие и самостоятельно отбывали все общественные натуральные и денежные повинности.
В 1920-1924 года станица Мешковская стала центром Мешковской волости Верхнедонского, а позже — Донецкого округа Донской области.

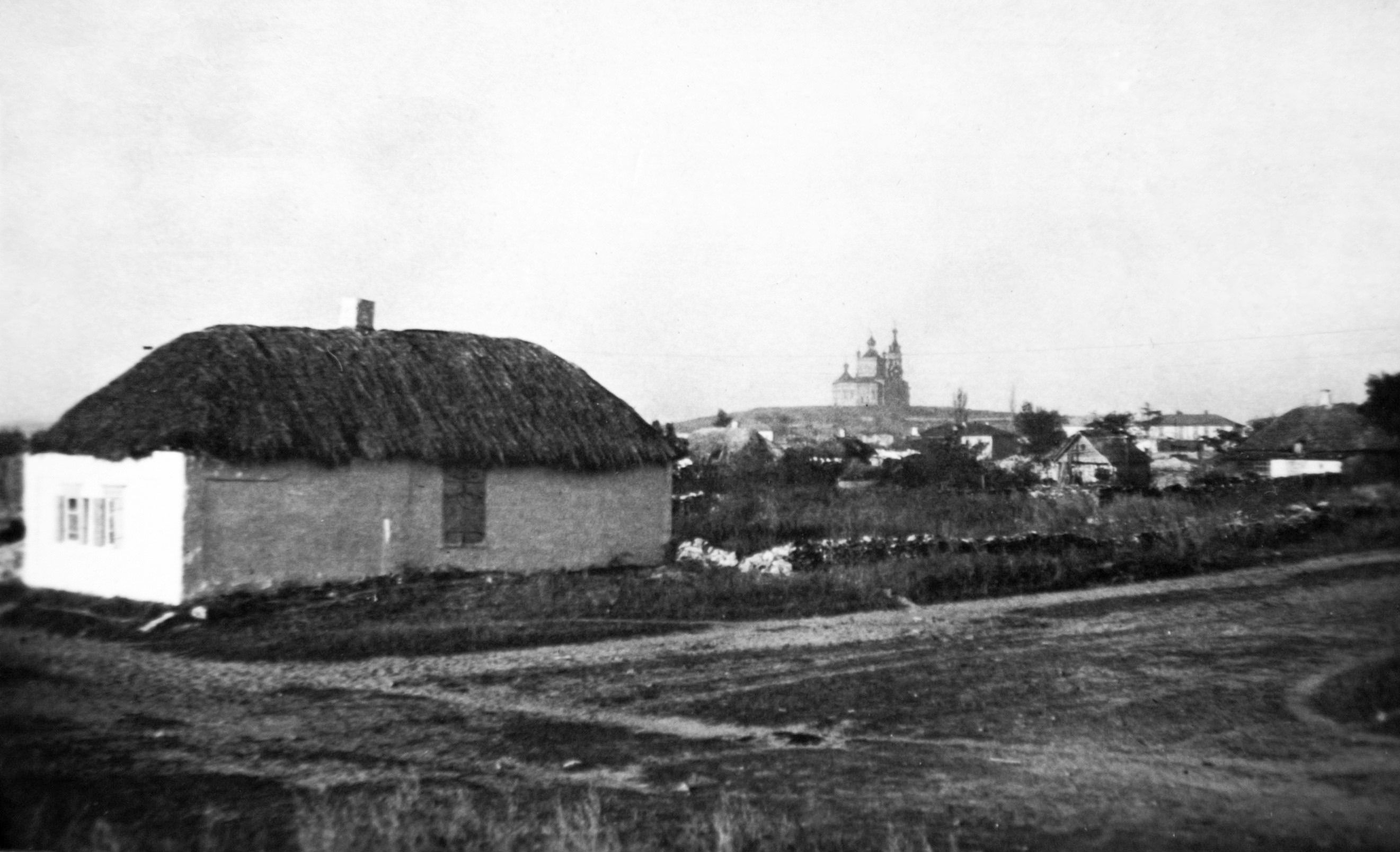
Станица Мешковская Покровская церковь. 1942 год.

10 июля 1942 года станицу заняли немцы. В станице на скотном дворе был создан лагерь для военнопленных, здесь также расположились немецкие тыловые части. 19 декабря 1942 года она была освобождена.  В станице находился штаб 8-й итальянской армии, вещевые и продовольственные склады,  техника. После освобождения все это перешло в распоряжение штаба Юго-Западного фронта, который расположился в станице. Станицу дважды посещал маршал Советского Союза Г. К. Жуков, останавоиваясь в доме Пеньковых (ныне – дом А. Аникина).
Командующий Юго-Западным фронтом генерал армии Н. Ф. Ватутин жил в станице в доме А. Хрипункова. Здесь также были маршал Советского Союза К. Е. Ворошилов , в доме А. Ф. Орлова останавливался Рокоссовский. В штабе в станице Мешковской проживали член военного совета А. С. Желтов, начальник штаба фронта генерал армии Иванов, маршал Советского Союза И. Н. Воронов, маршал авиации А. А. Новиков.
В братской могиле на площади села были похоронены 116 воинов, освобождавших станицу и 9 казненных фашистами коммунистов и партизан. На станичном кладбище были  похоронены трое советских летчиков. 
Тела оккупантов также были похоронены в станице, на братской могиле установлен памятник погибшим итальянцам.

## Население
| 1989 | 2002  | 2010  |
| ---- | ----- | ----- |
| 1762 | ↘1599 | ↘1447 |

В станице, имеется 684 хозяйства.

## Достопримечательности
- Мемориал воинам-землякам, ушедшим и не вернувшмся с фронтов Великой Отечественной войны.
- Памятный крест в честь Покровского храма.